# Inséparables (film, 1999)
Pour les articles homonymes, voir Inséparable (homonymie).
Cet article possède un paronyme, voir Les Inséparables.
Pour plus de détails, voir Fiche technique et Distribution.
Inséparables est un  film français réalisé par Michel Couvelard, sorti en 1999. L'histoire se déroule dans la ville de Boulogne-sur-Mer.

## Fiche technique
Sources : IMDb et UniFrance, sauf mention contraire
- Réalisation et scénanio : Michel Couvelard
- Producteur : Régine Konckier, Jean-Luc Ormières
- Musique du film : Arthur H
- Directeur de la photographie : Antoine Roch
- Montage : Frédéric Viger
- Décors : Thomas Peckre
- Costumes : Nathalie Raoul
- Mixage : Gérard Lamps
- Société de production :  C.R.R.A.V, Les Films Balenciaga, Les Productions Cercle Bleu
- Format :  couleur — son Dolby Digital
- Pays d'origine :  France
- Genre : comédie
- Durée : 90 minutes
- Dates de sortie :
  - France : 17 novembre 1999
  - Belgique : 2 février 2000
  - Québec : 28 juillet 2000

## Distribution
- Catherine Frot : Gisèle
- Jean-Pierre Darroussin : Robert
- Fabienne Babe : Loulou
- Sami Bouajila : Boris
- Hervé Pierre : Jean
- Brigitte Roüan : Martine
- Marie Mergey : La mère
- Daniel Isoppo : Momo
- Delphine Bricout : Marianne
- Maurice Garrel : Alberto Nicoletti
- Francine Bergé : Lulu Nicoletti
- Margot Abascal :  Sylvie
- Catherine Bidaut :  Directrice de casting
- Marc Carangelo : Michael
- Pierre-Guy Cluzeau : Psychiatre
- Michel Couvelard : Le vagabond
- Jacques Descordes : Le commerçant
- Frédérique Fauré : La pharmacienne
- Lionel Guy-Bremond : Young Dad
- Emmanuelle Marie : Vendeuse
- Olivier Menu : L'armurier
- Jean-Philippe Sergent : Assistant du casting
- Lou Wenzel : La jeune fille